# Kraftwerk Edgewater
Das Kraftwerk Edgewater ein Kohlekraftwerk in Sheboygan im US-Bundesstaat Wisconsin. Die installierte Leistung beträgt 767 MW. Der Block 3 wurde 2015 stillgelegt, zwei ältere Blöcke mit je 30 MW wurden schon vor langer Zeit abgerissen.
Bis Ende 2016 soll eine Rauchgasentschwefelung für Block 5 fertiggestellt werden.

## Blöcke

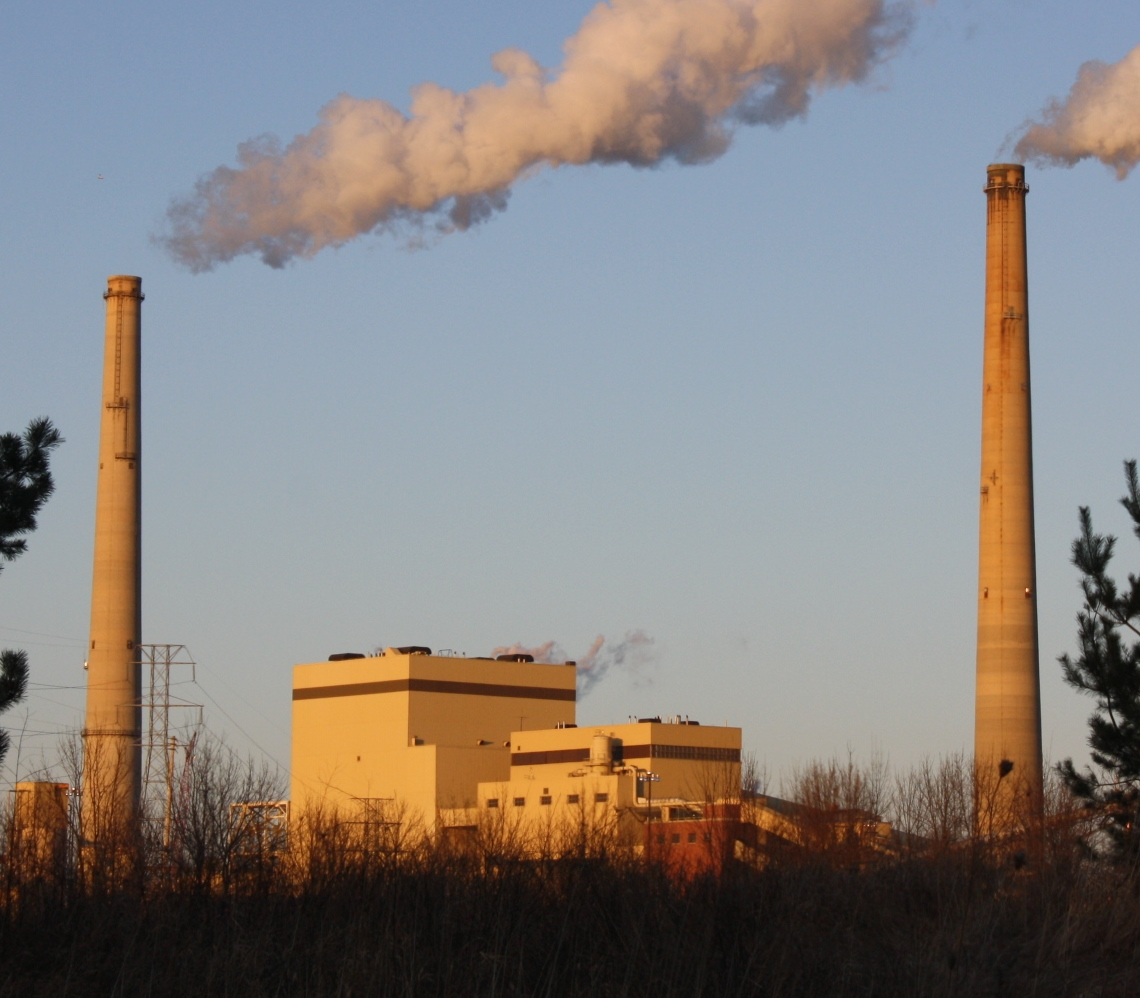
Das Kraftwerk 2014

| Block | Leistung | Inbetriebnahme | Stilllegung |
| ----- | -------- | -------------- | ----------- |
| 3     | 60 MW    | 1951           | 2015        |
| 4     | 330 MW   | 1969           |             |
| 5     | 380 MW   | 1985           |             |